# Amselfall
Amselfall son unas cascadas en la Suiza sajona en el este de Alemania, aproximadamente a un kilómetro al norte de los famosos acantilados Bastei.
A medida que la corriente Grünbach pasa a través de una particularmente estrecha sección del valle Amselgrund se precipita sobre el mayor paso en el lecho del río - de aproximadamente 10 m de altura - derramándose sobre el Amselloch, una cueva derrumbada. El techo de esta cueva de 15 metros de largo estaba hecho de bloques de piedra arenisca que se han derrumbado. 